# Municipio de Barnett (Illinois)
El municipio de Barnett (en inglés: Barnett Township) es un municipio ubicado en el condado de DeWitt en el estado estadounidense de Illinois. En el año 2010 tenía una población de 406 habitantes y una densidad poblacional de 4,19 personas por km².

## Geografía
El municipio de Barnett se encuentra ubicado en las coordenadas 40°10′28″N 89°5′49″O / 40.17444, -89.09694. Según la Oficina del Censo de los Estados Unidos, el municipio tiene una superficie total de 96.87 km², de la cual 96,84 km² corresponden a tierra firme y (0,03 %) 0,03 km² es agua.

## Demografía
Según el censo de 2010, había 406 personas residiendo en el municipio de Barnett. La densidad de población era de 4,19 hab./km². De los 406 habitantes, el municipio de Barnett estaba compuesto por el 97,78 % blancos, el 0,49 % eran afroamericanos, el 0,49 % eran amerindios, el 0,25 % eran de otras razas y el 0,99 % eran de una mezcla de razas. Del total de la población el 0 % eran hispanos o latinos de cualquier raza.